# Филатов, Виктор Андреевич
Виктор Андреевич Филатов  (28 июля 1917 года, посёлок Шебаршино, Тверская губерния, СССР — 22 февраля 1998 года, Новосибирск, Российская Федерация) — советский государственный и политический деятель, председатель Новосибирского областного исполнительного комитета.

## Биография
Родился в 1917 году в Шебаршине. Член ВКП(б) с 1941 года.
С 1940 года — на общественной и политической работе. В 1940—1983 гг. — инструктор районного отделения Общества содействия обороне, авиационному и химическому строительству, участник Великой Отечественной войны, секретарь Чановского районного комитета ВКП(б) по кадрам, 2-й, 1-й секретарь Чановского районного комитета КПСС, 1-й секретарь Венгеровского районного комитета КПСС, заведующий Отделом партийных органов, секретарь, председатель Комитета партийно-государственного контроля, секреарь, 2-й секретарь Новосибирского областного комитета КПСС, председатель Исполнительного комитета Новосибирского областного Совета.
Избирался депутатом Верховного Совета РСФСР 7-го, 8-го, 9-го, 10-го созывов.
Умер в Новосибирске в 1998 году. Похоронен на Заельцовском кладбище (квартал 37).